# علی‌اصغر حکمت
علی‌اصغر حِکْمَت (زادهٔ ۲۱ فروردین ۱۲۷۲ در شیراز – درگذشتهٔ ۳ شهریور ۱۳۵۹ در تهران) استاد دانشگاه، ادیب و وزیر معارف در دورهٔ رضاشاه پهلوی بود. وی در مقام وزیر معارف نقش مهمی در توسعهٔ آموزش نوین در ایران ایفا کرد. او نخستین رئیس دانشگاه تهران و بنیان‌گذار کتابخانهٔ ملّی ایران و نشریهٔ فروغ تربیت بود.

## زندگی
علی‌اصغر حکمت در روستای پرشکفت خان زنیان شیراز متولد شد. وی فرزند احمدعلی مستوفی معظم‌الدوله (حشمت‌الممالک) بود که اجداد پدری‌اش از علمای شیراز بودند و از طرف مادر نیز نوهٔ حسن فسایی نویسندهٔ کتاب فارسنامهٔ ناصری و جدش سید علی خان امیرکبیر صاحب شرح صحیفه بود. به گفتهٔ همایون صنعتی‌زاده، بعضی از اجداد حکمت یهودی بوده‌اند.
وی تحصیلات خود را در شیراز آغاز کرد و در آن‌جا دروس سنتی، از جمله فارسی و عربی را در مدرسهٔ منصوریه فرا گرفت. در سال ۱۹۱۵ در سن ۲۲ سالگی در کالج آمریکایی تهران (دبیرستان البرز کنونی) ثبت نام کرد و در سال ۱۹۱۸ از آن‌جا فارغ‌التحصیل شد. در این دوره، وی همچنین نزد میرزا طاهر تنکابنی آموختن علوم اسلامی نظیر فقه را آغاز کرد.
اندکی پس از فارغ‌التحصیلی از کالج آمریکایی در سال ۱۹۱۸، حکمت در وزارت آموزش و پرورش (وزرات معارف) به عنوان رئیس دفتر کارگزینی استخدام شد و در سال ۱۹۲۴ به ریاست دفتر بازرسی (تفتیش) منصوب گردید. وی در سال ۱۹۲۵ چاپ یک مجلهٔ آموزشی، به نام تعلیم و تربیت را در وزارتخانه آغاز کرد. او با موفقیت مقالاتی را از بسیاری از افراد برجستهٔ ادبی و علمی آن زمان، از جمله سید حسن تقی‌زاده، بدیع‌الزمان فروزانفر، و عباس اقبال آشتیانی خواستار شد. این مجله با نام جدید آموزش و پرورش تا آستانهٔ انقلاب ایران پابرجا بود.
در اوایل دههٔ ۱۹۲۰ بود که حکمت با علی‌اکبر داور در حزب تازه‌تأسیس رادیکال ملاقات کرد و از این طریق توانست در سال ۱۹۲۵ به مجلس مؤسسان وارد شود. در سال ۱۹۲۹، با فشار محافل سنت‌گرا در وزارت آموزش و پرورش که عقاید مدرن و بدیع حکمت و اشتیاق او به تغییر را تأیید نمی‌کردند، مجبور به کناره‌گیری از سمت خود شد، اما دوست او، داور، وی را به وزارت دادگستری منتقل کرد و اندکی بعد وی را با بورس تحصیلی دولتی به فرانسه گسیل کرد. وی از سال ۱۹۳۱ تا ۱۹۳۲ در دانشگاه سوربن پاریس تحصیل کرد و در آنجا مدرک دانشگاهی را در زمینهٔ ادبیات دریافت کرد. در همان زمان، او مأموریت یافت تا مؤسسات آموزش عالی اروپا را بررسی و مطالعه کند. مشاهدات وی در این باره به‌طور منظم به داور ارسال می‌شد.
حکمت «درمانده و ناامید» در لندن بود، هنگامی که در سپتامبر ۱۹۳۳، از داور فهمید که به عنوان سرپرست وزارت آموزش و پرورش منصوب شده‌است. در مارس ۱۹۳۵، رضا شاه به‌عنوان پاداش کوشش و دست‌آوردهای چشمگیرش، وی را به مقام وزیر ارتقا داد.

## دوران وزارت معارف
در این مقام بود که به عنوان وزیر آموزش و پرورش در طی سال‌های ۱۹۳۳ تا ۱۹۳۸، حکمت تأثیرات جاودان خود را بر نوسازی ایران برجای گذاشت. او در دفاع از توسعهٔ آموزش و پرورش و مدرن‌سازی فرهنگی ایران خستگی‌ناپذیر بود و دوران تصدی وی را می‌توان به جرأت سازنده‌ترین دورهٔ تاریخ آن وزارتخانه دانست.
وی مدافع برجستهٔ ایجاد امکانات مدرن برای اهداف آموزشی یا هنری مانند پردیس دانشگاه تهران، موزهٔ ایران باستان، ساختمان کتابخانهٔ ملی، مقبره‌های فردوسی، حافظ و سعدی، استادیوم امجدیه، و مدارس مدرن بود.

### دانشگاه تهران
در جلسهٔ کابینه به ریاست رضا شاه در فوریهٔ ۱۹۳۴، که وزرای در مورد لزوم احداث تأسیسات اساسی در تهران بحث می‌کردند، حکمت اظهار داشت که کمبود اصلی در پایتخت نبودِ دانشگاه است. شاه فوراً به او دستور داد که دانشگاه تهران را در یک پردیس مدرن تأسیس کند. شرح دقیق حکمت از چگونگی ساخت دانشگاه و دشواری‌های وی در نصب اولین سالن تشریح در دانشکدهٔ پزشکی که با مخالفت روحانیون همراه بود، در یادداشت‌های روزانهٔ او آمده و گویای وضعیت کسانی است که قصد نوسازی ایران را داشتند. وی تلاش‌های خود برای یافتن و خرید محل مناسب برای دانشگاه و نیز هماهنگی برای طراحی پردیس توسط آندره گدار را شرح می‌دهد. در تاریخ ۱۵ بهمن ۱۳۱۳ (فوریهٔ ۱۹۳۵)، دانشگاه با شش دانشکده افتتاح شد. به پیشنهاد حکمت، به چهار دانشکدهٔ پزشکی، ادبیات، حقوق، و علوم، دو دانشکدهٔ مهندسی و الهیات نیز اضافه شد. با حکم رضاشاه، حکمت به عنوان اولین رئیس دانشگاه منصوب شد. وی تا زمان اخراج از این وزراتخانه در سال ۱۹۳۸ در گسترش و توسعهٔ این نهاد جدید نقش مهمی داشت.

### مدارس مدرن
حکمت با تأسیس هشت دانشسرا در تهران، تبریز، کرمان، مشهد، شیراز، اهواز، ارومیه و خرم‌آباد و همچنین تعداد زیادی از مدارس ابتدایی و متوسطهٔ مدرن در تهران و مراکز استان‌ها نقش مهمی در مدرن‌سازی سیستم آموزشی ایران داشت.

### تربیت بدنی و پسران پیشاهنگ
حکمت بر بازسازی برنامهٔ درسی در مدارس ابتدایی و دبیرستان‌های ایران نظارت داشت و به دنبال دستور رضاشاه، تربیت بدنی را به بخشی اجباری از برنامهٔ درسی مدارس تبدیل کرد. در سال ۱۹۳۴ وی پیشاهنگان را دوباره احیا کرد. در همین حال، وی برای بسیج منابع موجود برای توسعهٔ تربیت بدنی، انجمن ملی تربیت بدنی را نیز احیا کرد، از جمله اعضای برجستهٔ آن داور، حسین علاء، ابراهیم حکیمی و عیسی صدیق بودند. حکمت همچنین به ایجاد تعدادی زمین بازی کمک کرد و ساخت اولین استادیوم مدرن ورزشی ۱۵٫۰۰۰ نفری در تهران، استادیوم امجدیه، را در سال ۱۹۳۶ شروع کرد.

### بزرگداشت فردوسی، ابن سینا و سعدی
در اکتبر ۱۹۳۴، حکمت به برگزاری جشن هزارهٔ فردوسی که شامل اولین کنفرانس بین‌المللی دربارهٔ فردوسی بود کمک کرد. وی همچنین در برگزاری کنفرانسی برای بزرگداشت آثار ابن سینا و دیگری برای بزرگداشت هفتصدمین سالگرد گردآوری گلستان سعدی نقش مهمی داشت.

### فرهنگستان زبان فارسی
تأسیس فرهنگستان زبان فارسی در اکتبر ۱۹۳۶، که هدف آن گسترش معادل‌های فارسی برای ایده‌ها و مفاهیم مدرن بود، طرحی بود که مورد حمایت محمدعلی فروغی قرار گرفت. هدف از این کار تعدیل افراط و تفریط برخی از ملی‌گرایان بود که متمایل به «پاک کردن» زبان فارسی با حذف تمام کلمات عربی از آن بودند. حکمت در راه‌اندازی فرهنگستان به‌طور فعالی به فروغی کمک کرد.

### کشف حجاب
هنگامی که رضاشاه تصمیم به برداشتن حجاب زنان گرفت، حکمت را مسئول تهیهٔ نقشهٔ راه کرد که شامل آموزش مشترک در چهار سال اول دبستان و تأسیس مرکزی (کانون) بود که در آن سخنرانان برای سخنرانی مختلط دعوت می‌شدند و مخاطبان آنان نیز از هر دو جنس بودند. مراسم افتتاح رسمی رونمایی که در دانشسرای مقدماتی تهران  در ۱۷ دی ۱۳۱۴ (۸ ژانویه ۱۹۳۶) برگزار شد، شاه، ملکه و دخترانشان به همراه همسران وزرا حضور داشتند و بزرگان دیگری که برای اولین بار در ملأ عام بدون حجاب ظاهر شدند. وی در خاطرات خود با لحنی کمی انتقادی، گزارش می‌کند که با استفاده از زور در بی‌حجابی زنان مخالف است و ادعا می‌کند که از رویکردی تدریجی و داوطلبانه حمایت می‌کند، که این امر حاکی از آن است که شاه به توصیه‌های او توجه نکرده‌است.

### موزهٔ ایران باستان
پیشینهٔ موزهٔ ملی ایران به سال ۱۹۱۶ برمی‌گردد، زمانی که مرتضی ممتازالملک، وزیر آموزش و پرورش، آثار مختلف باستان‌شناسی را که توسط هیئت باستان‌شناسی فرانسه در ایران به وزارت ارائه شده‌بود را جمع‌آوری و در زیرزمین مدرسهٔ دارالفنون به نمایش گذاشت. این مجموعهٔ ابتدایی و نمایشگاه یافته‌های باستان‌شناسی نیاز به یک موزهٔ مدرن را برای نگهداری و نمایشگاه گنجینه‌های باستان‌شناسی ایران نشان داد. در سال ۱۹۳۳ پیشنهاد حکمت برای ایجاد یک موزهٔ ملی باستان‌شناسی (موزهٔ ایران باستان) توسط شاه تأیید شد. موزهٔ پیشنهادی در سال ۱۹۳۷ تکمیل و افتتاح شد و در سال‌های بعد به عنوان یک نهاد مهم باستان‌شناسی کشور گسترش یافت.

### کتابخانهٔ ملی
تا اواسط دههٔ ۱۹۳۰ کتابخانهٔ ملی ایران شامل مجموعه‌ای از کتاب‌های در اختیار وزارت آموزش و پرورش بود که در زیرزمین مدرسهٔ دارالفنون قرار داشت. در سال ۱۹۳۶، حکمت زمینی ارزشمند در شمال موزهٔ ملی ایران برای ساخت یک ساختمان مدرن برای کتابخانهٔ ملی ایران به‌دست‌آورد، که در سال ۱۹۳۷ افتتاح شد و در سال‌های بعد گسترش یافت.

### نهضت سوادآموزی
به پیشنهاد دیوار، حکمت با برپایی کلاس‌های شبانه (کلاس‌های اکابر) برای بزرگسالان در سراسر کشور، طرحی را برای یک نهضت سوادآموزی عمومی ارائه داد. در سال ۱۹۳۶، این کمپین راه اندازی شد و بیش از ۲۰۰٫۰۰۰ دانش‌آموز در دوره‌های آموزش بزرگسالان طی دو سال تحصیلی ۳۷–۱۹۳۳ و ۱۹۳۷–۳۸ ثبت نام کردند.

### موزهٔ مردم‌شناسی
ایجاد موزهٔ مردم‌شناسی از دیگر کارهای حکمت است. حکمت با کمک مراکز محلی آموزش و پرورش شروع به جمع‌آوری مقدار قابل توجهی از لباس‌های اقوام، اشیا تزئینی، آلات موسیقی، چادرهای قبیله‌ای و دیگر مصنوعات در طی مدت دو سال کرد و آن‌ها را در اکتبر ۱۹۳۷ در ساختمانی که برای موزه تدارک دیده بود به نمایش گذاشت.

### جمع‌آوری و انتشار نسخه‌های خطی
حکمت در دوران وزارت خود به عنوان وزیر آموزش و پرورش، محمد قزوینی را مأمور کرد که فتوکپی از نسخه‌های خطی نادر فارسی را که در کتابخانه‌های اروپا پیدا شده، تهیه کند و به ایران بفرستد. در پرتو چنین خدماتی بود که قزوینی به‌طور مداوم از کمک‌های فرهنگی حکمت به کشور تمجید می‌کرد. حکمت همچنین تعدادی از دانشمندان برجسته مانند محمدتقی بهار ، قزوینی، فروزانفر، فروغی، رشید یاسمی و حبیب یغمایی را به ویراستاری نسخه‌های خطی کلاسیک فارسی تشویق کرد.

### اخراج
حکمت با وجود همهٔ موفقیت‌هایش، در دسامبر سال ۱۹۳۸ از وزارت معارف استعفا داد. دلیل این استعفا آن بود که یک مجلهٔ فرانسوی کلمهٔ گربه (Chat) را به‌جای شاه (Shah) استفاده کرد که این امر موجب رنجش رضا شاه شد و روابط دیپلماتیک ایران با فرانسه را قطع کرد. حکمت، که ظاهراً از این تحولات بی‌اطلاع بود، به مناسبت افتتاح غرفهٔ ایران در نمایشگاه پاریس، در مقام وزیر معارف، تلگرافی را به همتای فرانسوی خود ارسال کرد. این کار باعث شد تا مورد عتاب قرار گیرد و به ناچار استعفا کرد. وی پس از اخراج و روبه‌رو شدن با آینده‌ای نامشخص، در تبعیدی خودخواسته به شیراز رفت. اما کمتر از سه ماه بعد، در فوریهٔ ۱۹۳۹، او را به تهران فرا خواندند و به عنوان وزیر کشور منصوب شد، که تا مه ۱۹۴۰ در این سمت خدمت کرد.

## در دوران بعد از رضاشاه
به دنبال کناره‌گیری رضاشاه در سال ۱۹۴۱، فعالیت‌های سیاسی حکمت پایان نیافت اما وارد مرحلهٔ جدید و دیگری شد. نخست‌وزیری فروغی در سال ۱۹۴۱ باعث شد تا وزارت پیشه و هنر به حکمت سپرده شود. به گفتهٔ سفارت انگلیس در تهران، حکمت به‌عنوان عضوی از نزدیکان فروغی، «معاملهٔ خوبی دربارهٔ مذاکرات مربوط به پیمان سه‌جانبهٔ ۱۹۴۲» داشت که سرانجام در حفاظت از تمامیت ارضی ایران بسیار مهم بود.
پس از استعفای کابینه‌ٔ فروغی در اواخر نوامبر ۱۹۴۱، حکمت از حوزهٔ تهران برای نمایندگی مجلس شورای ملی نامزد شد با اختلاف کمی شکست خورد. وی در سال ۱۹۴۳ به عنوان وزیر بهداری منصوب شد. انتصابات بعدی شامل تصدی پست‌هایی به عنوان وزیر کشور، وزیر دادگستری در سال ۱۹۴۳ و وزیر مشاور در ۱۹۴۷ و ۱۹۴۹–۵۰ بود. وی در سال‌های ۱۹۴۸–۴۹ و ۱۹۵۸–۵۹ هر بار برای مدت کمی بیش از یک سال به عنوان وزیر امور خارجه خدمت کرد. مشهور بود که او وزیر کارآمد امور خارجه بوده و همچنین بخش‌های فرهنگی را در تعدادی از سفارتخانه‌های ایران تأسیس کرده‌است.
حکمت به عنوان سفیر هند در سال‌های ۱۹۵۳–۵۸ خدمت کرد. وی در دوران تصدی خود در زمینهٔ ارتقا روابط فرهنگی بین ایران و هند بسیار فعال بود. اقامت وی در هند به عنوان سفیر ایران، منجر به علاقهٔ شدید به روابط فرهنگی و تاریخی هند و ایران و تلاش برای آشنایی هموطنان خود با هند و هندیان با ایران توسط تعدادی کتاب، جزوه و مقاله به زبان‌های فارسی و انگلیسی شد. این آثار عبارتند از: پارسیان ایران: گذشته و امروزشان (بمبئی، ۱۹۵۶)؛ به یاد هند (دهلی نو، ۱۹۵۶)؛ نقش پارسی بر احجار هند: فهرستی از کتیبه‌ها و خطوط فارسی بر لوح‌سنگ‌های هندوستان (تهران و کلکته، ۱۹۵۸)؛ سرزمین هند: بررسی تاریخی و اجتماعی و سیاسی و ادبی هندوستان از ادوار باستانی تا عصر حاضر (تهران، ۱۹۵۸)؛ نگاهی اجمالی به ادبیات فارسی (کلکته، ۱۹۵۶)؛ و ترجمهٔ نمایشنامهٔ شاکونتالایا خاتم مفقود (دهلی نو، ۱۹۵۶).
دومین انتصاب حکمت به وزارت امور خارجه در سال ۱۹۵۸ تا ۱۹۵۸ مصادف با دوره‌ای بود که ایران به دلیل مذاکره در مورد پیمان نظامی با ایالات متحدهٔ آمریکا تحت حملات تبلیغاتی شوروی قرار داشت. ایران برای خنثی‌کردن این حملات در آستانهٔ امضای «پیمان عدم تجاوز» با اتحاد جماهیر شوروی بود. به نظر می‌رسید حکمت در مذاکرات ژانویهٔ ۱۹۵۹ با روس‌ها نقش مهمی داشته‌است. در آن زمان سفارت ایالات متحده در ایران نتیجه گرفت که حکمت در آغاز مذاکرات تأثیرگذار است. وی، در ارزیابی آن‌ها، طرفدار بی‌طرفی برای ایران بود و شاه را متقاعد کرده بود که «بهترین دفاع در برابر اتحاد جماهیر شوروی دیپلماسی و زیرکی است». در دوران تصدی خود در وزارت خارجه، وی شروع به انتشار مجله جدیدی به نام نشریهٔ وزارت امور خارجه کرد، که عمدتاً به انتشار مقالات و همچنین اسناد مربوط به روابط دیپلماتیک و سازمان‌های بین‌المللی و همچنین تاریخ ایران اختصاص داشت.
برای سال‌ها، حکمت ضمن اینکه مسئولیت‌های سنگین خود را به‌عنوان عضوی از کابینه‌های مختلف بر عهده داشت، به‌عنوان رئیس نهادهای غیردولتی مانند انجمن آثار ملی، کمیسیون ملی یونسکو، و سازمان شیر و خورشید نیز خدمت می‌کرد. موفقیت اصلی وی به‌عنوان رئیس کمیسیون یونسکو سازماندهی انتشار ایرانشهر، یک مجموعه دائرةالمعارف از مطالعات اصلی به زبان فارسی بود که تقریباً همهٔ جنبه‌های زندگی و فرهنگ ایرانی، اعم از تاریخی و معاصر را پوشش می‌داد (۲ جلد، تهران، ۱۹۶۳–۶۴)، که در آن زمان اقدامی پیشگام و نوآورانه بود.
علایق علمی او را مشتاق داشتن سمت تدریس در دانشگاه تهران به موازات سایر مشاغل خود می‌کرد. وی برای دوره‌های تحصیلات تکمیلی دانشکدهٔ ادبیات و علوم انسانی به عنوان استاد تاریخ ادیان منصوب شد. در این ارتباط، وی به ویژه نُه گفتار در تاریخ ادیان (۲ جلد، شیراز، ۱۹۶۱–۶۲) را نوشت و کتاب تاریخ جامع ادیان از آغاز تا امروز  (تهران، ۱۹۶۵) را ترجمه کرد.
حکمت در اواخر زندگی‌اش، هنگامی که او از مسئولیت‌های عمومی خارج شده بود، یک دانشکدهٔ خصوصی برای آموزش زبان‌ها و ادبیات خارجی تحت نام مدرسهٔ عالی ادبیات و زبان‌های خارجی را تأسیس کرد.

## علایق ادبی

### آثار تألیفی
حکمت با وجود مسئولیت‌های سنگین اداری، علاوه بر ریاست چندین سازمان فرهنگی و خیریه، وقت یافت تا به علایق ادبی و فکری خود نیز بپردازد. او تعداد زیادی مقاله نوشت، ۱۳ اثر تألیف کرد، ۶ اثر را ویراست و ۱۲ مقاله را ترجمه نمود. او که دارای استعداد قابل قبول شعری بود، شعرهایی نیز سروده و چندین مثنوی سروده‌است. او یک کنجکاوی فرهنگی طبیعی داشت و مشتاق بود آنچه را آموخته بود با دیگران به اشتراک بگذارد. نوشته‌های وی را می‌توان به آثار اصلی، ویرایش، ترجمه، و شعر تقسیم کرد.

#### آثار اصلی
علاوه بر مواردی که قبلاً ذکر شد، دیگر آثار اصلی او عبارتند از زندگی جامی شاعر ایرانی (تهران، ۱۹۴۱)، ویرایش دوم این اثر تحت عنوان جامی: تحقیقات در تاریخ احوال و آثار منظوم و منثور نورالدین عبدالرحمان جامی (تهران، ۱۹۸۴)؛ و رساله در باب امیر علی‌شیر نوایی (تهران، ۱۹۴۷). هر دو اثر مربوط به قرن پانزدهم یا اواخر دوران تیموری است که تقریباً به تخصص وی تبدیل شده‌بود. تألیفات وی همچنین شامل چندین اثر مرتبط با اسلام است. آن‌ها عبارتند از: امثال قرآن: فصلی از تاریخ قرآن کریم (تهران، ۱۹۵۴) و اسلام از دیدگاه دانشمندان غربی (تهران، ۱۹۶۱).

#### ویرایش
اولین کتابی که وی ویرایش کرد سالنامهٔ رسمی وزارت آموزش و پرورش بود (تهران، ۱۹۱۹)، زمانی که او ریاست دفتر پرسنل آن وزارت را بر عهده داشت. وی به مدت سه سال از سال ۱۹۲۵ تا ۱۹۲۷ ویرایش مجالس تعلیم و تربیت را عهده‌دار شد، زمانی که او مسئول دفتر بازرسی همان وزارت بود. مهم‌ترین اثری که وی ویرایش کرد، کشف‌الاسرار و عدةالابرار نوشتهٔ ابوالفضل رشیدالدین میبدی بود که حکمت آن را در ۱۰ جلد منتشر کرد. از جمله کارهای دیگری که وی ویرایش کرد، مجالس‌النفائس اثر علی‌شیر نوایی است. وی همچنین مجموعه‌ای از قطعات را به زبان فارسی سره به نام پارسی نغز (تهران، ۱۹۴۴، چاپ، ۱۹۵۱) گردآوری، ویرایش و تا حدی تألیف کرد. او قبلاً نسخهٔ فارسی هزار و یک شب) را در ۵ جلد منتشر کرده بود (تهران، ۱۹۳۶).

#### ترجمه
ترجمه‌های حکمت از نظر موضوع تنوع زیادی را نشان می‌دهند. نخستین ترجمه‌اش از رومئو و ژولیت (تهران، ۱۹۴۱) اثر ویلیام شکسپیر بود. از سعدی تا جامی ترجمه‌ای حاوی حاشیه‌نویسی از جلد سوم کتاب تاریخ ادبیات فارسی اثر ادوارد براون است که ظاهراً حکمت به دلیل درج زندگی و آثار سعدی و حافظ،که آن‌ها را دوست می‌داشت و به‌عنوان یک شیرازی به آن‌ها افتخار می‌کرد انجام شده‌است. پنج حکایت از شکسپیر (۲ جلد، تهران، ۱۹۵۳–۵۴)؛ تاریخ سیاسی پارت به‌سفارش انتشارات فرانکلین (تهران، ۱۹۶۳)؛ تاریخ باستانی ایران بر بنیاد باستان‌شناسی (تهران، ۱۹۷۵) اثر ارنست هرتسفلد؛ رستاخیر (تهران، ۱۹۶۰) اثر لئو تولستوی؛ الواح بابل، به سفارش انتشارات فرانکلین (تهران، ۱۹۶۲)؛ و در نهایت ترجمهٔ  منهاج الروایت: السعی، العمل، از عربی تحت عنوان راه زندگانی، (تهران، ۱۹۶۷) از دیگر ترجمه‌های اویند.

#### شعر
حکمت دو مجموعه از شعرهای خود را به نام‌های سخن حکمت (تهران، ۱۹۷۲) و کلمات طیبات (تهران، ۱۹۷۵) منتشر کرد. برخی از مثنوی‌های وی پیش از این در مجلات منتشر شده بود.
از جمله آثار متفرقهٔ وی، دو خاطره است: سی خاطره از عصر فرخندهٔ پهلوی (تهران، ۱۹۷۶)؛ و ره‌آورد حکمت: شرح مسافرت‌های علی‌اصغر حکمت شیرازی (ویراستهٔ محمد دبیرسیاقی، تهران، ۲۰۰۰).

## صفات شخصی
طول عمر سیاسی حکمت در زمان پهلوی‌ها بدون شک نتیجهٔ هوش اجتماعی، سخت‌کوشی، ارادت اصیل به آثار و میراث فرهنگی ایران، مهارت در تماس با شاه، پذیرش دستور کار شاه، و تعهد بی‌وقفه بود. سفارت انگلیس در تهران وی را در سال ۱۹۴۳ به‌عنوان «جوانی خوش‌ذوق و خوش‌برخورد و همیشه بسیار مفید و نزدیک» توصیف کرد. با این حال، برخی با اشاره به این واقعیت که تقریباً در هر ساختمانی که در دورهٔ تصدی وی ساخته شده‌بود، اشاره‌ای به حکمت را نشان می‌داد، وی اطمینان حاصل می‌کرد که نام خودش در گوشه‌ای از ساختار قابل مشاهده باشد. کسانی که زیر نظر او کار می‌کردند یا از رابطهٔ نزدیک با او برخوردار بودند، نسبت به او ابراز تحسین کرده‌اند. با این حال، باقر کاظمی، وزیر امور خارجه، در نامه‌ای به تقی‌زاده، جایی که وی شخصیت‌های برجستهٔ سیاسی آن زمان از جمله محمدعلی فروغی و علی سهیلی را توصیف می‌کند، از حکمت چنین یاد می‌کند: «حیله‌گر، ریاکار و غیر صادق است. او با همه و هیچ‌کس است، بدون هیچ ایدئولوژی و اصولی».
حکمت همچنین گردآورندهٔ کتاب و نسخه‌های خطی بود. در اواخر عمر، وی کتابخانهٔ ۵۵۴۹ کتابی خود از جمله ۲۷۵ نسخهٔ خطی را به دانشگاه تهران اهدا کرد، که قرار بود  به‌عنوان یک مجموعهٔ جداگانه نگهداری شوند. وی همچنین مجموعه‌ای از نسخه‌های خطی را که از خانوادهٔ خود به ارث برده‌بود، به کتابخانهٔ حرم امام رضا در مشهد اهدا کرد.

## درگذشت
علی‌اصغر حکمت روز دوشنبه سوم شهریور ۱۳۵۹ خورشیدی برابر چهاردهم شوال ۱۴۰۰ قمری در تهران وفات یافت و در آرامگاه خانوادگی در حرم عبدالعظیم (باغچه طوطی) به خاک سپرده شد.
حکمت چند سال آخر زندگی خود را در وضعیت سلامتی ضعیف گذراند، تقریباً ناشنوا بود و به سختی می‌توانست بایستد. اگرچه او نقش مهمی در عرفی‌سازی نظام آموزشی داشت، اما پس از انقلاب ١٣۵٧ از خشم انقلابیون در امان ماند. با این حال، مرگ او علی‌رغم سال‌ها خدمت به کشورش، به جز یک یادداشت کوتاه در روزنامهٔ جمهوری اسلامی و یک آگهی ترحیم کوتاه توسط ایرج افشار در مجلهٔ آینده هیچ توجه دیگری را جلب نکرد.